# Tamás Sulyok (dirigent)
Tamás Sulyok ([ˈtamaːʃ ˈʃujok]IPA; 19. května 1930, Budapešť – 4. února 2020, Německo) byl maďarský dirigent a hudební pedagog.

## Biografie
Mezi lety 1954 až 1958 byl dirigentem a hudebním ředitelem divadla Csokonai Színház v Debrecenu, kde byla pod jeho vedením uvedena díla: Marta aneb Trh v Richmondu, Madam Butterfly nebo Cikánský baron. V letech 1958 a 1959 byl hudebním ředitelem divadla Kisfaludy Színház v Győru, poté až do roku 1961 dirigent Filharmonie města Miskolc (Miskolci Szimfonikus Zenekar). Mezi lety 1961 až 1971 byl dirigentem Státní Filharmonie (Országos Filharmónia) a ředitelem Národního filharmonického orchestru (Nemzeti Filharmonikus Zenekar) v Budapešti. V letech 1971 až 1984 byl uměleckým ředitelem Internationale Musiktage Konstanz a hudebním ředitelem Südwestdeutsche Philharmonie Konstanz v tehdejším západním Německu.

## Soukromý život
Jeho otcem byl Béla Jenő Sulyok-Schulek (21. leden 1892, Orosháza – 26. listopad 1971, Budapest), matkou Ilona Kozmai Kún (12. leden 1900, Budapest – 11. květen 1966, Budapest), kteří uzavřeli sňatek roku 1921.
Byl ženatý, jeho manželkou byla Helga Bende (* 17. květen 1932, Budapest), s níž se oženil roku 1954 v Budapešti. V roce 1954 se jim narodila dcera Márta Sulyok.
Od 70. let 20. století žil v Německu. Rok před svou smrtí daroval svou knihovnu rukopisů a notových záznamů Filharmonii města Győr. Je pohřben v německé Kostnici.